# Castell de Pontils
El castell de Pontils és un Bé Cultural d’Interès Nacional inclòs en l’Inventari del Patrimoni Arquitectònic de Catalunya.

## Descripció
Actualment només en queden restes. La construcció original era de planta rectangular (32 x 35 metres aprox.), delimitada per una muralla. Al bell mig d’aquest espai s'hi alçava una torre circular. A l’extrem sud del recinte es conserven les restes d’un edifici; segons Marina Miquel, Josep Santesmases i Dolors Saumell, es tracta d’una antiga església. De la façana principal en van ser robades una finestra i les dovelles de l’art de mig punt de la porta d’accés. Enfront d’aquesta façana va identificar-se una necròpoli.

## Història
La primera referència documental del castell de Pontils es remunta a 976, quan consta com a terme limítrof del castell de Queralt. No torna a referenciar-se fins als documents de venda del castell de Montclar (1030 i 1033). A mitjans del segle XI pertanyia als comtes de Barcelona. Ermessenda, vídua del comte Ramon Borrell, ven el castell al seu net Ramon Berenguer I i Almodis (1057). Els Castelló, convertits en feudataris el 1062, es mantenen lligats a la fortificació durant tota la baixa edat mitjana.
El 1344, Pere III el Cerimoniós reclama als castlans de Pontils que li prestin homenatge, en el marc de la guerra que mantenia contra el reu Jaume de Mallorca-Rosselló.
A l'edat moderna, la jurisdicció va passar a mans dels comtes de Savallà, i posteriorment dels marquesos d'Aitona, que en mantingueren la possessió fins a la desamortització de Mendizábal. El 1648, en el marc de la Guerra dels Segadors, les tropes castellanes van malmetre el castell.